# Saint-Siméon, Orne

Saint-Siméon este o comună în departamentul Orne, Franța. În 1 ianuarie 2018 avea o populație de 229 de locuitori.